# Oliver Kahn
Oliver Rolf Kahn (Karlsruhe, 15. lipnja 1969.), bivši je njemački nogometni vratar. Za njemačku reprezentaciju igrao je od 1995. do 2007. godine, a za FC Bayern München od 1994. do 2008. godine. Neki od njegovih nadimaka su "King Kahn" ili "Titan".
Kahn je počeo svoju karijeru u ekipi Karlsruheru, da bi 1994. godine došao u Bayern München, za odštetu od 4,8 milijuna DM, (današnjih 2,5 milijuna eura), koja u ta vremena nije bila mala. Iako je ozlijedio ligamente već u sljedećoj sezoni, razvio se u jednog od najboljih vratara na svijetu.
2002. godine, osvojio je Adidasovu Zlatnu loptu za najboljeg igrača i Nagradu Jašin za najboljeg vratara Svjetskog prvenstva 2002. godine. Branio je za svoju državu i na Europskom prvenstvu u nogometu 2000. i na Europskom prvenstvu u nogometu 2004.
Zadnji službeni nastup za Bayern Kahn je imao 27. svibnja 2008. na Salt Lake Stadiumu u Kolkati, u prijteljskoj utakmici protiv Mohun Bagana iz Indije, tijekom Bayernove turneje po Aziji. Nevjerojatnih 120.000 gledatelja je bilo na utakmici, koja je završila 0:3 za Bayern i Michael Rensing je zamijenio 'King Kahna' u 55. minuti. Smatra se jednim od najboljih vratara svih vremena, a jedini je vratar u povijesti FIFA SP-a koji je osvojio Zlatnu loptu.

## Karijera

### Karlsruher SC
Kahn je svoj prvi profesionalni ugovor potpisao s Karlsruherom SC u sezoni 1987./88., kao rezervni vratar iza Alexandera Famulle. Na klupi je bio sve do 1990. godine, kada ga je trener KSC-a, Winfried Schäfer stavio kao glavnog vratara umjesto Famulle. Sljedećih godina, Kahn je postajao sve kvalitetniji igrač, i jedan od najboljih u KSC-u. Kahn je bio jedan od ključih igrača u momčadi Karlsruhera koja je dosegla polufinale Kupa UEFA 1993./94. godine.

### Bayern München
Kahn je za Bayern München potpisao na početku 1994./95. sezone, i od tada je dobivao mnoge nagrade, i Njemačke i međunarodne. Bavarski ga je klub doveo za tada rekordnih 2.385.000 € i odmah je postao član prve momčadi. Iako je godinu dana kasnije ozljedio ligamente, razvio se u sjajnog vratara. 1999., odveo je Bayern do finala UEFA Lige prvaka, ali je izgubio od Manchester Uniteda, koji je postigao dva pogotka u sudačkoj nadoknadi (utakmica su Bayernovi navijači zvali "Tragedija Camp Noua", a Manchesterovi navijači "Čudo Camp Noua"). Postao je igračem utakmice u finalu Lige prvaka 2001., kada je Bayern osvojio naslov prvaka Europe. Kahn je u finalu obranio nekoliko jedanaesteraca, koji su se izvodili zbog nerješenog rezultata od 1:1 protiv Valencije CF. Te je godine osvojio i UEFA Fair Play nagradu, najviše zbog tješenja očajnog Santiaga Cañizaresa.
Zbog ozljeda, osobnih problema i manjka motivacije, Kahn je počeo igrati sve lošije nakon 2002./03. sezone. Slaba se igra najbolje primijetila u Ligi prvaka 2003./04., kada primio pogodak uz vrlo lagan udarac protiv Real Madrida, što je izbacilo Bayern iz natjecanja. Nakon 2003./04. sezone, Kahn je unatoč godinama počeo uvelike napredovati i opet postao poznat kao sjajan nogometni vratar.
Kahn je zatim produžio svoj ugovor do 2007./08. sezone. Od 2007. godine, postao je vratar koji je primio najmanje pogodaka u povijesti Bundeslige, uzevši u obzir i broj odigranih utakmica. U 736 minuta odigranih u ligi, primio je samo 19 pogodaka. Kahn je i dalje rušio rekorde; 2. rujna 2007., odigrao je 535. Bundesligašku utakmicu, i postao vratar s najvećim brojem odigranih utakmica u povijesti lige. Kahn je svoj zadnji europski susret s Bayernom odigrao 1. svibnja 2008., u 4:0 porazu od Zenit Sankt Peterburga u Kupu UEFA.  Kahn je zadnji Bundesligaški susret odigrao 17. svibnja 2008. protiv Herthe Berlin. Kahn je kao kapetan odveo Bayern do pobjede od 4:1.
Svoju oproštajnu utakmicu, Kahn je odigrao 2. rujna 2008., u utakmici između Bayern Münchena i njemačke nogometne reprezentacije, koja je završila 1:1.

### Reprezentacija
Kahn je za njemačku reprezentaciju debitirao 23. lipnja 1995. u utakmici protiv Švicarske; ali je trebalo proći dosta vremena da postane prvi vratar reprezentacije. Kahn je bio rezervni vratar Njemačke kad je osvojila UEFA Euro 96 u Engleskoj. Na Svjetskom prvenstvu 1998. u Francuskoj, Kahn je opet bio na klupi, i tako sve dok Andreas Köpke nije otišao u mirovinu nakon SP-a. Na Europskom prvenstvu 2000., Njemačka je branila naslov prvaka, ali su sramotno ispali već u natjecanju po skupinama, pritom zabivši samo jedan pogodak. Igrali su izjednačeno s Rumunjskom, a izgubili od Engleske i Portugala. Kasnije je Kahn postao kapetan reprezentacije, nakon što je otišao Oliver Bierhoff u mirovinu.
Kahn je svoj možda najgori nastup u reprezentaciji imao 2001. godine protiv Engleske u Münchenu. Njemačka je po mnogima bila favorit zbog pobjede na Wembleyu, 2000. godine. Mnogi su hvalili Kahna zbog sjajnih refleksa. Unatoč sjajnog početka za Njemačku, deklasirani su 5:1, hat-trick Michaela Owena. Nakon utakmice, Kahn je poraz opisao kao "katastrofa", ali je bio optimističan o prolasku reprezentacije na SP. Nijemci su uspjeli proći pomoću dodatnih kvalifikacija. Unatoč kritikama, Kahn je ostao broj 1 u Njemačkoj na Svjetskom prvenstvu. Kahn je i po drugi put postao najbolji vratar svijeta po izboru IFFHS-a.
Njemačka očekivanja za SP 2002. su bila jako mala, no Kahnove vratarske sposobnosti su odvele reprezentaciju u završnicu natjecanja, gdje su primili samo tri gola. Iako je većinu utakmica igrao s ozljedom prstenjaka desne ruke, mnogi su (unatoč ozljedi) okrivili Kahna za poraz u finalu, nakon što je brazilac Ronaldo postigao pogodak u 67. minuti. Unatoč tome, Kahn je osvojio nagradu "Lav Jašin" za najboljeg vratara prvenstva, a postao je i prvi vratar u povijesti koji je osvojio Zlatnu loptu za najbolji individualni nastup na SP-u. Uz to, postao je i prvi njemački vratar s pet utakmica na FIFA SP-u bez primljenog pogotka. Kahn je ostao broj jedan i do UEFA EURO-a 2004., ali je na EP-u Njemačka ispala već u natjecanju po skupinama. Oliver Kahn je svoj kapetanski mandat njemačke reprezentacije predao Michaelu Ballacku nakon Europskog prvenstva.
Od tada, Kahn nije više bio prvi vratarski izbor novom izborniku Jürgenu Klinsmannu, koji je za glavnog vratara Njemačke postavio Jensa Lehmanna iz Arsenala. 7. travnja 2006., Klinsmann je najavaio da će Lehmann biti prvi vratar i na Svjetskom prvenstvu 2006. Kahn je odlučio ostati kao zamjena na SP-u. Iako je negodovao zbog izbornikove odluke, Kahn ju je naposlijetku prihvatio. Kahn i Lehmann su se pomirili i zajedno se ohrabrivali pred izvođenje jedanaesteraca u četvrtfinalu protiv Argentine. U novinarskoj konferenciji nakon utakmice, Kahn je javno pohvalio Lehmanna za dva obranjena jedanaesterca.  
Nakon ispadanja Njemačke sa SP-a u polufinalu protiv Italije, Kahn je zaigrao za reprezentaciju u utakmici za treće mjesto protiv Portugala, 8. srpnja 2006. Kahn je uz to igrao kao kapetan Njemačke, jer se Ballack ozljedio, i tada je odigrao zadnji nastup za reprezentaciju, koja je pobijedila 3:1 i osvojila treće mjesto. Iako je na utakmici bio u sjeni sjajnog Bastiana Schweinsteigera, Kahn je također odlično igrao, branio je Pauletine i Decove udarce izbliza. Nakon utakmice, Oliver Kahn je službeno najavio odlazak iz njemačke nogometne reprezentacije. Tijekom svoje reprezentativne karijere, skupio je 86 nastupa za Njemačku, dok je 49 njih igrao kao kapetan. Nikad nije osvojio Svjetsko prvenstvo, ali je 2002. završio kao drugoplasirani, a 2006. kao trećeplasirani na SP-u

## Privatni život
On i njegova žena, Simone, razveli su se 2003. godine, nakon Oliverove ljubavne afere s bivšom konobaricom Verenom Kerth, koju su mediji široko popratili. Od tada, Kahn i Verena Kerth su u vezi, ali su ubrzo prekinuli i Kahn se navodno opet viđa s bivšom ženom. Sa Simone Kahn ima dvoje djece, Davida i Katharinu-Mariju.

## Nagrade i uspjesi

### Klupski uspjesi
— Bayern München
- Bundesliga: 1996./97., 1998./99., 1999./00., 2000./01., 2002./03., 2004./05., 2005./06., 2007./08.
- DFB-Pokal: 1998., 2000., 2003., 2005., 2006., 2008.
- DFB-Ligapokal: 1997., 1998., 1999., 2000., 2004., 2007.
- Kup UEFA: 1996.
- UEFA Liga prvaka: 2000./01.
- Interkontinentalni kup: 2001.

### Međunarodni uspjesi
- UEFA Europsko prvenstvo: 1996.

### Osobni uspjesi
- Igrač utakmice UEFA Lige prvaka: 2001.
- UEFA Fair-Play nagrada: 2001.
- Njemački igrač godine: 2000., 2001.
- Najbolji vratar svijeta: 1999., 2001., 2002.
- Najbolji vratar Europe: 1999, 2000., 2001., 2002.
- Europski igrač godine–Brončana lopta: 2001., 2002.
- Najbolji vratar UEFA klubova: 1999., 2000., 2001., 2002.
- Najbolji vratar Bundeslige: 1994., 1997., 1998., 1999., 2000., 2001., 2002.
- Zlatna lopta: 2002.
- Jašin nagrada: 2002.
- Idealna momčad FIFA SP-a: 2002.
- FIFA 100

## Vanjske poveznice
- Službena stranica (njem.)(engl.)
- Statistika na "fussballdaten.de" (njem.)
- Profil i statistika na FootballDatabase.com (engl.)
- Autogram Olivera Kahna  Arhivirana inačica izvorne stranice od 18. srpnja 2011. (Wayback Machine) (engl.)
- Karikatura Olivera Kahna  Arhivirana inačica izvorne stranice od 31. ožujka 2008. (Wayback Machine) (njem.)